# Āsemīnūn
Āsemīnūn (persiska: آسمینون) är en ort i Iran.   Den ligger i provinsen Kerman, i den sydöstra delen av landet, 1 100 km sydost om huvudstaden Teheran. Āsemīnūn ligger 662 meter över havet och antalet invånare är 174.
Terrängen runt Āsemīnūn är kuperad, och sluttar norrut. Runt Āsemīnūn är det glesbefolkat, med 12 invånare per kvadratkilometer. Närmaste större samhälle är Manūjān, 11,6 km öster om Āsemīnūn. Trakten runt Āsemīnūn är ofruktbar med lite eller ingen växtlighet.